# Leopold Behrends
Leopold Behrends (* 15. November 1879 in Kleinmutz; † 2. September 1944 in Hattingen) war ein deutscher Komponist und Musiklehrer.
Behrends wirke als Organist längere Zeit in Berlin, als Organist der Lutherkirche in Hagen i. Westfalen, zuletzt in Hattingen.
Behrends galt als zeitgenössisch gerühmter Organist.